# Форт Гарланд (Колорадо)
Форт Гарланд (енгл. Fort Garland) насељено је место без административног статуса у америчкој савезној држави Колорадо.

## Демографија
По попису из 2010. године број становника је 433, што је 1 (0,2%) становника више него 2000. године.
| Група             | 2000.       | 2010.       |
| Белци             | 105 (24,3%) | 56 (12,9%)  |
| Афроамериканци    | 3 (0,7%)    | 2 (0,5%)    |
| Азијати           | 5 (1,2%)    | 2 (0,5%)    |
| Хиспаноамериканци | 312 (72,2%) | 368 (85,0%) |
| Укупно            | 432         | 433         |